# Teen Dream
Teen Dream è il terzo album discografico del gruppo musicale statunitense Beach House, pubblicato nel gennaio 2010.

## Il disco
Il disco è stato registrato nel settembre 2009 e prodotto da Chris Coady. Inoltre segna il debutto del gruppo nella Sub Pop Records.
L'album è stato acclamato dalla critica: 4,5/5 per AllMusic, voto 9/10 per NME e per Pitchfork.
Nel 2011 il disco è stato inserito nel libro 1001 Albums You Must Hear Before You Die ("1001 album da ascoltare prima di morire")

## Tracce
1. Zebra – 4:48
2. Silver Soul – 4:58
3. Norway – 3:54
4. Walk in the Park – 5:22
5. Used to Be – 3:58
6. Lover of Mine – 5:06
7. Better Times – 4:23
8. 10 Mile Stereo – 5:03
9. Real Love – 5:20
10. Take Care – 5:48

iTunes Bonus Track
1. Baby - 2:59

## Formazione
- Alex Scally - chitarra, tastiere
- Victoria Legrand - voce, tastiera